# Té de gordolobo
Advertencia: Wikipedia no es un consultorio médico.
La planta "gordolobo" se puede utilizar para tratar picaduras de insectos, dolor de muelas, asma, resfriados, tos, bronquitis, etcétera.
El té de gordolobo es una infusión a base de hojas y/o flores de la planta gordolobo, binomial latino Verbascum thapsus L., perteneciente a la familia de la herbácea escrofulariácea. Se caracteriza por flores de coloración amarilla bby por un tallo lleno de vellosidades de aspecto blanquecino. También se puede hacer con la especie americana Pseudognaphalium obtusifolium, popularmente conocida como gordolobo y utilizada para fines médicos.
El té de gordolobo es conocido por su amplia variedad de propiedades curativas, principalmente contra enfermedades de las vías respiratorias, tales como el resfriado común, dolor e inflamación de garganta, traqueítis, bronquitis, entre otras.

## Historia
El término Verbascum proviene del vocablo latino Barbascum, cuyo significado es "barba". Este término hace referencia a los pequeños filamentos presentes en la planta.
En la Edad Media se creía que la planta del gordolobo tenía propiedades mágicas y protegía contra los malos espíritus.
En la antigua Roma, las mujeres utilizaban el agua del gordolobo para dar un tono rubio dorado a sus cabellos, gracias al color que desprendían las flores en el agua.
Actualmente existen diversas especies relacionadas:
- Verbascum thapsiforme Schrad. es originaria del sur de Europa y,
- Verbascum phlomoides L. una especie de gordolobo excelente contra la tenia.

## Principios activos
- Flavonoides (1.5 a 4 %): luteolol, apigenol y derivados, kenferol y rutósido
- Iridoides
- Mucílagos (3 %).
- Saponósidos, sobre todo en las semillas: verbascosaponósido
- Esteroles: sitosteroles y estigmasterol
- Carotenoides.[cita requerida]

## Propiedades curativas
- Demulcente, gracias a la acción de los mucílagos
- Expectorante, ya que actúa directamente sobre el epitelio bronquial, ejerciendo un efecto irritante y aumentando la producción de secreciones broncoalveolares
- Antitusivo, los mucílagos del gordolobo ejercen un efecto calmante sobre la mucosa respiratoria, inhibiendo el reflejo de la tos.[2]
- Antiinflamatorio
- Antibacteriano y antifúngico. Un lavado realizado con la infusión de sus flores es un tratamiento eficaz para las heridas o raspones leves.
- Antiasmático
- Antihipertensivo, por los ésteres complejos del ácido cafeico activos presentes.

## Cultivo y recolección
Las semillas se plantan inicialmente en una maceta, después se trasplantan a un lugar definitivo. El gordolobo necesita de suelo bien drenado en lugar soleado y protegido del viento. Se riega regularmente, cada dos o tres días. Las hojas se cortan a principios o a mediados del verano, antes de que se pongan cafés.
Para usos en té e infusiones se recolectan preferentemente las flores, a medida que estas se abren. Se debe evitar el comprimir los pétalos, poniéndolos a secar lo más rápidamente posible después de la recolección, a la sombra o en secadero a una temperatura máxima de 60 °C. Durante el secado adquieren un tono amarillento, un olor parecido al de la miel y un sabor mucilaginoso.

## Contraindicaciones
Se tiene la creencia de que no deben ingerirlo las mujeres embarazadas, ni en periodo de lactancia ante ausencia de pruebas contundentes que indiquen lo contrario.